# Robert Berić
Robert Berić (Krško, 17 de junio de 1991) es un futbolista esloveno que juega de delantero en el Changchun Yatai de la Superliga de China.

## Selección nacional
Berić es internacional con la selección de fútbol de Eslovenia, con la que debutó en 2012.
Su primer gol con la selección llegó el 8 de septiembre de 2015 en un partido de clasificación para la Eurocopa 2016 frente a la selección de fútbol de Estonia. Su segundo gol llegó en la Liga de Naciones de la UEFA 2018-19 frente a la selección de fútbol de Chipre.

## Clubes
| Club                         | País           | Año       |
| ---------------------------- | -------------- | --------- |
| N. K. Krško                  | Eslovenia      | 2007-2008 |
| N. K. Interblock             | Eslovenia      | 2008-2010 |
| N. K. Maribor                | Eslovenia      | 2010-2013 |
| S. K. Sturm Graz             | Austria        | 2013-2014 |
| S. K. Rapid Viena            | Austria        | 2014-2015 |
| A. S. Saint-Étienne          | Francia        | 2015-2020 |
| R. S. C. Anderlecht (cedido) | Bélgica        | 2017      |
| Chicago Fire                 | Estados Unidos | 2020-2021 |
| Tianjin Jinmen Tiger         | China          | 2022-2023 |
| Changchun Yatai              | China          | 2024-     |

## Palmarés

### Títulos nacionales
| Título                    | Club             | País      | Año  |
| ------------------------- | ---------------- | --------- | ---- |
| Copa de Eslovenia         | N. K. Interblock | Eslovenia | 2009 |
| Primera Liga de Eslovenia | N. K. Maribor    | Eslovenia | 2011 |
| Primera Liga de Eslovenia | N. K. Maribor    | Eslovenia | 2012 |
| Copa de Eslovenia         | N. K. Maribor    | Eslovenia | 2012 |
| Supercopa de Eslovenia    | N. K. Maribor    | Eslovenia | 2012 |
| Primera Liga de Eslovenia | N. K. Maribor    | Eslovenia | 2013 |
| Copa de Eslovenia         | N. K. Maribor    | Eslovenia | 2013 |